# Alfred Fikentscher

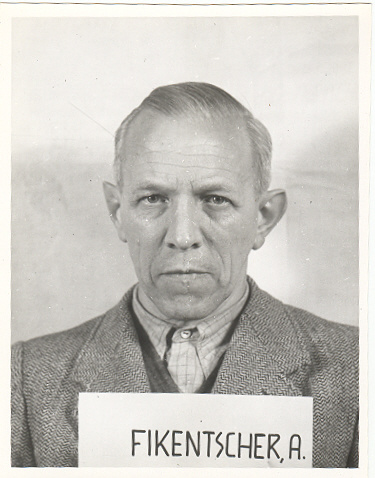
Alfred Fikentscher während der Nürnberger Prozesse

Alfred Fikentscher (* 30. April 1888 in Augsburg; † 10. Januar 1979 in Kiel) war ein deutscher Sanitätsoffizier, zuletzt Admiraloberstabsarzt im Zweiten Weltkrieg sowie Sanitätschef der Kriegsmarine.

## Leben
Fikentscher wurde während seines Studiums Mitglied des AGV München. Er trat am 1. April 1910 als Einjährig-Freiwilliger in das Infanterie-Leib-Regiment der Bayerischen Armee ein. Am 1. April 1914 trat er dann als Einjährig-Freiwilliger Marinearzt in die Kaiserliche Marine ein und wurde am 11. Mai 1914 in das aktive Marinesanitätsoffizierskorps übernommen. Während des Ersten Weltkriegs war Fikentscher zunächst bis April 1916 als Halbflottillenarzt bei der 2. Torpedobootshalbflottille tätig und wurde anschließend Hilfsarzt auf dem Großen Kreuzer Seydlitz. Er verblieb über das Ende des Krieges hinaus an Bord und befand sich bis dann mit dem Schiff in der Internierung in Scapa Flow. Nach der Selbstversenkung der Kaiserlichen Flotte geriet er in britische Kriegsgefangenschaft, aus der er im September 1920 entlassen wurde.
Nach seiner Entlassung wurde er zunächst zur Verfügung gestellt und am 6. Oktober 1920 dem Marinelazarett Kiel-Wik zugeteilt. Zeitgleich fungierte er als Revierarzt auf dem Hulk Kronprinz.
Bei der Kriegsmarine war er im Dienstgrad Admiralstabsarzt ab 27. November 1939 mit der Wahrnehmung der Aufgaben als Chef des Marinemedizinalamtes beauftragt und wurde mit der endgültigen Versetzung auf den Dienstposten zugleich Sanitätschef der Kriegsmarine. In dieser Verwendung erarbeitete er erstmals eine Dienstanweisung für dieses Amt, die im Juli 1942 von Großadmiral Erich Raeder genehmigt wurde. Am 1. September 1942 erfolgte die Ernennung zum Admiraloberstabsarzt. Er wurde am 30. November 1943 aus dem aktiven Militärdienst entlassen, war aber ab Oktober 1943 bis Kriegsende als Leiter des Amts für sanitäre Planung und Wirtschaft direkt dem Generalkommissar für das Sanitäts- und Gesundheitswesen, SS-Gruppenführer und Generalleutnant der Waffen-SS, Karl Brandt, unterstellt. Sein Nachfolger als Sanitätschef der Kriegsmarine wurde Admiralstabsarzt Emil Greul.
Nach Ende des Zweiten Weltkrieges war Fikentscher bei den Nürnberger Prozessen als Zeuge geladen. Die Vernehmung fand am 6. September 1946 statt. In der Nachkriegszeit wirkte Fikentscher als Augenarzt in Kiel.
Fikentscher veröffentlichte 1962 sein Buch Ziel und Weg der nationalen Opposition. 1964 wurden er und andere Ärzte von der Deutschen National-Zeitung zum Thema "Darf der Arzt töten?" interviewt. Dabei kam Fikentscher auf "den sogenannten Gnadentod in seiner engsten Begrenzung ... eines von Geburt an absolut lebensuntauglichen, seiner selbst und seiner Umgebung nie bewusst gewordenen Wesens, und zwar selbstverständlich nur auf Bitten, also im vollen Einverständnis mit den Eltern und auf Grund eines Gutachtens einer Kommission sachverständiger Ärzte, unter Hinzuziehung eines Juristen" zu sprechen. Diese "sehr ernste Frage" beantworte er "nicht nur als Arzt, sondern auch bewusst als Angehöriger der Bekennenden Kirche", wobei Fikentscher sich auf die Bibel (1. Moses, 4. Kapitel) berief: "Ich halte deshalb die Auslöschung eines derartigen Wesens für zulässig und würde sie mit meinem Gewissen vor Gott verantworten. Umso mehr, als mir aus verschiedenen höchst traurigen Fällen bekannt ist, welch entsetzliches Elend bei Existenz eines solchen unglücklichen Wesens in ihm und der Familie entstanden ist." (National-Zeitung Nr. 13/1964, S. 2) Bei der Bundestagswahl 1961 kandidierte Fikentscher für die Deutsche Reichspartei und bei der Bundestagswahl 1965 für die Aktionsgemeinschaft Unabhängiger Deutscher, jeweils erfolglos auf der schleswig-holsteinischen Landesliste.

## Auszeichnungen und Ehrungen
- Eisernes Kreuz (1914) II. und I. Klasse[4]
- Wehrmacht-Dienstauszeichnung IV. bis I. Klasse
- Kriegsverdienstkreuz (1939) II. und I. Klasse mit Schwertern
- Deutsches Kreuz in Silber am 21. September 1943[5]
- Ehrenmitgliedschaft der Akademisch-Musikalischen Verbindung Albingia Kiel im SV (1950)[6]